# Acanthophyllum

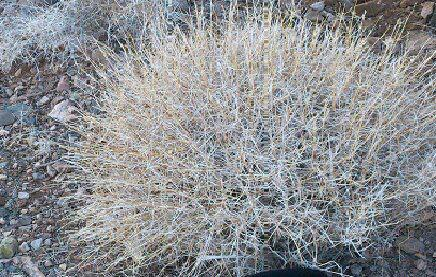
Acanthophyllum squarrosum

Acanthophyllum – rodzaj roślin z rodziny goździkowate (Caryophyllaceae). Obejmuje 68 gatunków występujących w Azji południowo-zachodniej i środkowej, także na Syberii. Niektóre gatunki są uprawiane, wiele gatunków to kserofity o kolczastych liściach.

## Systematyka
Pozycja według APweb (aktualizowany system APG III z 2009)
Rodzaj należy do rodziny goździkowatych (Caryophyllaceae), rzędu goździkowców (Caryophyllales) w obrębie dwuliściennych właściwych. W obrębie goździkowatych należy do podrodziny Caryophylloideae plemienia Caryophylleae.
Wykaz gatunków
- Acanthophyllum acerosum Sosn.
- Acanthophyllum aculeatum Schischk.
- Acanthophyllum adenophorum Freyn
- Acanthophyllum albidum Schischk.
- Acanthophyllum andarabicum Podlech ex Schiman-Czeika
- Acanthophyllum andersenii Schiman-Czeika
- Acanthophyllum anisocladum Schiman-Czeika
- Acanthophyllum bilobum Schiman-Czeika
- Acanthophyllum borsczowii Litv.
- Acanthophyllum bracteatum Boiss.
- Acanthophyllum brevibracteatum Lipsky
- Acanthophyllum caespitosum Boiss.
- Acanthophyllum chloroleucum Rech.f. & Aellen
- Acanthophyllum coloratum (Preobr.) Schischk.
- Acanthophyllum crassifolium Boiss.
- Acanthophyllum crassinodum Yukhan. & J.R.Edm.
- Acanthophyllum cyrtostegium Vved.
- Acanthophyllum diezianum Hand.-Mazz.
- Acanthophyllum elatius Bunge
- Acanthophyllum fissicalyx Rech.f.
- Acanthophyllum glandulosum Bunge ex Boiss.
- Acanthophyllum gracile Bunge ex Boiss.
- Acanthophyllum grandiflorum Stocks
- Acanthophyllum heratense Schiman-Czeika
- Acanthophyllum heterophyllum Rech.f.
- Acanthophyllum kabulicum Schiman-Czeika
- Acanthophyllum kandaharicum Gilli
- Acanthophyllum khuzistanicum Schiman-Czeika
- Acanthophyllum knorringianum Schischk.
- Acanthophyllum korolkowii Regel & Schmalh.
- Acanthophyllum korshinskyi Schischk.
- Acanthophyllum krascheninnikovii Schischk.
- Acanthophyllum kurdicum Boiss. & Hausskn.
- Acanthophyllum lamondiae Schiman-Czeika
- Acanthophyllum laxiflorum Boiss.
- Acanthophyllum laxiusculum Schiman-Czeika
- Acanthophyllum leucostegium Schiman-Czeika
- Acanthophyllum lilacinum Schischk.
- Acanthophyllum longicalyx Hedge & Wendelbo
- Acanthophyllum macrodon Edgew.
- Acanthophyllum maimanense Schiman-Czeika
- Acanthophyllum microcephalum Boiss.
- Acanthophyllum mikeschinianum Yukhan. & Kuvaev
- Acanthophyllum mucronatum C.A.Mey.
- Acanthophyllum oppositiflorum Aytaç
- Acanthophyllum pachycephalum Schiman-Czeika
- Acanthophyllum pachystegium Rech.f.
- Acanthophyllum pleiostegium Schiman-Czeika
- Acanthophyllum popovii (Preobr.) Barkoudah
- Acanthophyllum pulcherrimum Hedge & Wendelbo
- Acanthophyllum pulchrum Schischk.
- Acanthophyllum pungens (Bunge) Boiss.
- Acanthophyllum raphiophyllum (Rech.f.) Barkoudah
- Acanthophyllum recurvum Regel
- Acanthophyllum sarawschanicum Golenkin
- Acanthophyllum scapiflorum (Akhtar) Schiman-Czeika
- Acanthophyllum schugnanicum (Preobr.) Schischk.
- Acanthophyllum sordidum Bunge ex Boiss.
- Acanthophyllum speciosum Schiman-Czeika
- Acanthophyllum spinosum (Desf.) C.A.Mey.
- Acanthophyllum squarrosum Boiss.
- Acanthophyllum stenostegium Freyn
- Acanthophyllum stewartii (Thomson ex Edgew. & Hook.f.) Barkoudah
- Acanthophyllum stocksianum Boiss.
- Acanthophyllum subglabrum Schischk.
- Acanthophyllum tenuifolium Schischk.
- Acanthophyllum verticillatum C.A.Mey.
- Acanthophyllum xanthoporphyranthum Hedge & Wendelbo